# دره ساری
دره ساری، روستایی از توابع شهرستان بوئین و میاندشت در استان اصفهان ایران است. مردم این روستا به زبان ترکی و لری سخن می‌گویند.

## جمعیت
این روستا در دهستان کرچمبو جنوبی قرار دارد و براساس سرشماری مرکز آمار ایران در سال ۱۳۸۵، جمعیت آن ۱۰۲ نفر (۲۲خانوار) بوده است.